# Regimiento Valdivia
El Regimiento Valdivia fue una unidad militar de infantería del Ejército de Chile, creada ya durante la colonia en la región que le dio el nombre. Se sublevó contra la junta de gobierno de Santiago durante la independencia, durante el Motín de Figueroa, en la Revolución de 1851, tras lo cual fue disuelto para formar el Regimiento 1° de Línea "Buin". Al comienzo de la Guerra del Pacífico fue organizado nuevamente.

## Colonia
La región de Valdivia fue durante siglos el primer puerto continental de la costa oeste de América al que llegaban los barcos llegados desde el océano Atlántico tras la difícil travesía del Cabo de Hornos. Por esa razón, y por tener un río navegable que ofrecía resguardo de las inclemencias del océano, era de vital importancia para el mantenimiento del control español sobre el océano Pacífico y sus costas. Por otro lado, Valdivia era la más austral de sus poseciones americanas con excepción de la isla de Chiloé que también estaba fortificada. Ambas guarniciones dependían directamente del Virrey de Lima.: 59 
Ya en 1775 se consignan 500 hombres acantonados en Valdivia.: 36   El 18 de septiembre de 1810, existía un batallón estacionado en Valdivia.: 58 

## Independencia y República
El 4 de septiembre de 1811, José Miguel Carrera se puso a la cabeza de la junta de gobierno en Santiago y el 29 de octubre puso a la nación en armas, llamando a las filas a todo hombre entre 16 y 20 años. Esta y otras medidas provocaron que la junta local de Valdivia declarase su lealtad a Lima,: 70  lo que fue utilizado por Antonio Pareja para acupar Chiloé y Valdivia y engrosar sus fuerzas allí. Las fuerzas realista se mantuvieron en Valdivia hasta 1820 y en Chiloé hasta 1826.: 91 
Aplastaron decisivamente a la banda guerrillerea de los Hermanos Pincheira en la Batalla de las lagunas de Epulafquen,con lo cual pusieron fin a la última resistencia realista en el país. El 20 de junio de 1831 se sublevó el batallón Valdivia contra el gobierno de Santiago.: 128  La Memoria de guerra del año 1835 consigna un Batallón Valdivia con 473 plazas.: 133 
Al comienzo del Motín de Quillota, los insurgentes intentaron sublevar al batallón Valdivia, pero Blanco Encalada lo impidió y así se sumó a las fuerzas gobiernistas.: 140 
Participó en ambas expediciones de la Guerra contra la Confederación Perú-Boliviana (1836-1839),: 142, 147  en las Batalla de Buin y de Yungay bajo el mando del Sargento Mayor Pedro Gómez.: 149  En 1840 servía en sus filas como subteniente José Antonio Villagrán Correas. El 20 de abril de 1851 se sublevó el batallón en Santiago, pero fue reducido a tiros por el batallón Chacabuco y dos cívicos dirigidos por Blanco Encalada y Villagrán.: 159 : 75  Las consecuencias de la revuelta fueron las más graves para el batallón: fue disuelto por decreto del 16 de mayo de 1851 y con los restos de un anterior Batallón Portales, se creó un Batallón Buin que pasó a ser el 1. de Línea.: 159–160 
M. Álvarez Ebner menciona que a Punta Arenas llegaron 7 sargentos del Batallón Valdivia condenados a prisión por su participación en los hechos de 1851 en el centro del país. Una vez en la lejana colonia en el Estrecho, participaron en el Motín de Cambiaso.: 55 

## Guerra del Pacífico
El batallón fue reorganizado otra vez por decreto presidencial del 23 de abril de 1879: 51 . El 29 de mayo de 1879 se le mantuvo acuartelado, junto a otros cuerpos cívicos, al contrario de los otros cuerpos cívicos de la república que continuaron su instrucción solo los días festivos.: 208  En un informe del consejo de ministros del 2 de junio de 1879 aparece el regimiento con 1.200 plazas como parte del ejército de reserva acantonado en Santiago aunque "solo en forma nominal".: 148–149 
El 13 de septiembre fue disuelto el Regimiento Valdivia y su contingente pasó a reemplazar las bajas ocurridas en las unidades estacionadas en el norte (antes del comienzo de la Campaña de Tarapacá). Los miembros que no fueron enviados de reemplazo formaron, por el mismo decreto, el Batallón Valdivia, que quedó  a cargo de Lucio Martínez.: 385 
Fue enviado al norte después de la Campaña de Tarapacá y quedó estacionado al interior de Iquique con otras fuerzas todas bajo el mando de Patricio Lynch: 252, 327 
Tomó parte en una Expedición a Moquegua en octubre de 1880. El batallón estaba armado con fusiles Grass, a las órdenes del sarjento mayor 1.° Joaquín Rodríguez y se componía así: 1 mayor, 3 capitanes, 8 tenientes, 7 subtenientes, 8 sarjentos, primeros, 18 sarjentos segundos, 18 cabos primeros, 18 cabos segundos, 14 cornetas, i 239 soldados.: 839 
Durante la Campaña de Lima el batallón bajo el mando del Tte. Crl. Lucio Martínez formó parte de la 2. brigada de la III división del ejército del norte: 187  y combatió en las batallas de Chorrillos y Miraflores. 
Tras su regreso a Chile el batallón fue licenciado el 28 de marzo de 1881.: 358 